# Луи Лотарингский, герцог де Жуайез
Людовик Лотарингский (фр. Louis de Guise-Joyeuse; 11 января 1622 — 24 сентября 1654, Париж) — французский аристократ, герцог де Жуайез и принц де Жуанвиль с 1647 года, великий камергер Франции с 1644 года, герцог Ангулемский с 1653 года.

## Биография
Младший сын Шарля де Гиза (1571—1640), герцога де Гиза (1588—1640), и Генриетты Екатерины де Жуайез (1585—1656), герцогини де Жуайез (1608—1647) и принцессы де Жуанвиль (1641—1654).
В 1644 году Луи де Гиз-Жуайез получил должность великого камергера Франции. В 1647 году Луи де Гиз-Жуайез получил во владение от своей матери герцогство де Жуайез, а в 1654 году титул принца де Жуанвиль.
Участвовал в битве при Гравелине в 1644 году, затем принял участие в осаде Арраса, во время которой был ранен 22 августа 1654 года.
В сентябре 1654 года 32-летний Луи де Гиз-Жуайез скончался в Париже. Ему наследовал единственный сын Луи Жозеф.

## Семья и дети
3 ноября 1649 года в Тулоне женился на Марии-Франсуазе де Валуа (1631—1696), герцогине Ангулемской (1653—1696), дочери Людовика-Эммануэля де Валуа (1596—1653), герцога Ангулемского (1650—1653), и Генриетты де Ла-Гиш (1610—1682), дамы де Шомон, дочери Филиберта де Ла Гиш (? — 1607), сеньора де Ла-Гиш и де Шомон. Их дети:
- Людовик Жозеф (1650—1671), герцог де Гиз и де Жуайез
- Екатерина Генриетта (1651—1656).